# John Hillman
John Hillman är en fiktiv svensk privatdetektiv som är huvudperson i en rad kriminalberättelser skrivna av Folke Mellvig.

## Historia
Hillman debuterade i radiopjäsen Alias Henry Grundt 21 januari 1950, med Karl-Arne Holmsten i huvudrollen. Samma sommar sändes en hel serie med kriminaldramer under samlingsnamnet Hillmans detektivbyrå, där även Alias Henry Grundt ingick. Totalt sändes tio säsonger under perioden 1950-1967. Huvudrollen gjordes av Karl-Arne Holmsten i de första åtta säsongerna. Rollen som hustrun och kompanjonen Kajsa spelades av olika skådespelare i de olika säsongerna. Ruth Kasdan var innehavare av rollen längst, i fyra säsonger mellan 1951 och 1955. Den bäst kända innehavaren av rollen var Annalisa Ericson, som spelade Kajsa i två säsonger och även i tre filmer. 
1957 regisserade Arne Mattsson Grönt för mord med Holmsten och Maj-Britt Nilsson i huvudrollerna. Vid ett besök på Strömsbergs bruk tyckte han att det skulle vara en utmärkt miljö för en deckare och bad Mellvig att skriva manus. Tillsammans med Lars Widding skapade han manuset till Damen i svart, som spelades in redan samma sommar med Holmsten och Annalisa Ericson som det äkta paret. Premiären ägde rum 1 februari 1958. Samarbetet gav mersmak och redan samma år spelades Mannekäng i rött in. Ytterligare tre filmer spelades in under perioden 1959-1963. Ericson tröttnade på rollen efter Ryttare i blått och skrevs ur handlingen. Efter den sista filmen, Den gula bilen, hade även Mattsson och Mellvig tröttnat. Mellvig ansåg sig inte längre ha kontroll över rollfigurerna och hade svårt att skriva då han bara såg Holmstens ansikte framför sig. Mattsson å sin sida meddelade att han inte ville fortsätta då bifiguren Freddy blivit populärare än huvudpersonen.
1965-1967 spelades ytterligare två säsonger av radioserien in, nu med Bengt Brunskog och Inger Liljefors i huvudrollerna. En sista radiopjäs sändes på radio 1993, med Mathias Henrikson och Inga Landgré som det åldrade deckarparet.

## Huvudpersoner
- Kapten John Hillman – reservofficer och privatdetektiv
- Kajsa Larsson, senare Hillman – inledningsvis Hillmans medhjälpare, senare hustru och kompanjon
- Freddy Sjöström - medhjälpare

## Radiopjäser
Hillmans detektivbyrå: Alias Henry Grundt 
 Ursprungligen sänd som Alias Henry Grundt 21 januari 1950.
| Roll                              | Person             |
| --------------------------------- | ------------------ |
| Regi                              | Lars Madsén        |
| John Hillman, privatdetektiv      | Karl-Arne Holmsten |
| Kajsa Larsson, hans medhjälpare   | Gaby Stenberg      |
| Freddy Sjöström, hans medhjälpare | Sven Magnusson     |
| Fru Sonja Grundt                  | Anne-Marie Brunius |
| Arne Logren                       | Georg Funkquist    |
| Direktör Henry Grundt             | Sten Lindgren      |
| Hembiträdet Vera                  | Ulrika Modin       |
| Kontoristen Maj-Britt             | Birgit Hemmingsson |
| Lasse, hennes kavaljer            | Sven-Eric Gamble   |
| Diverse röster                    |                    |

Hillmans detektivbyrå: Melodimysteriet 
 Ursprungligen sänd 1 juli 1950.
| Roll                                 | Person                      |
| ------------------------------------ | --------------------------- |
| Regi                                 | Lars Madsén                 |
| John Hillman, privatdetektiv         | Karl-Arne Holmsten          |
| Kajsa Larsson, hans medhjälpare      | Gaby Stenberg               |
| Freddy Sjöström, hans medhjälpare    | Sven Magnusson              |
| Maria Seltermann, koloratursångerska | Marianne Löfgren            |
| Ingenjör Gunnar Kallander            | Håkan Westergren            |
| Elisabeth Kallander                  | Asta Bolin                  |
| Direktör Hermansson                  | Erik Rosén                  |
| Chaufför Lundberg                    | Nils Jacobsson              |
| Kriminalkonstapel Örgren             | Ivar Wahlgren               |
| Polistkonstapel Karlsson             | Gösta Ericsson              |
| Scenvakten                           | Wiktor ”Kulörten” Andersson |
| Trollkarlen                          | Stig Olin                   |

Hillmans detektivbyrå: Naturlig död? 
 Ursprungligen sänd 15 juli 1950.
| Roll                              | Person              |
| --------------------------------- | ------------------- |
| Regi                              | Lars Madsén         |
| John Hillman, privatdetektiv      | Karl-Arne Holmsten  |
| Kajsa Larsson, hans medhjälpare   | Gaby Stenberg       |
| Freddy Sjöström, hans medhjälpare | Sven Magnusson      |
| Frid, hans medhjälpare            | Börje Mellvig       |
| Wiberg, hans medhjälpare          | Torgny Anderberg    |
| Fabrikör Granstedt                | Carl-Gunnar Wingård |
| Pysen                             | Manne Grünberger    |
| Klumpen                           | Gösta Ericsson      |
| Blondie                           | Ulrika Modin        |
| Lindgren                          | Sven Göran Alw      |
| Fyrvaktaren                       | John Norrman        |
| Chauffören                        | Fritiof Billquist   |
| Polismannen                       | Ivar Wahlgren       |

Hillmans detektivbyrå: Vattengraven 
 Ursprungligen sänd 29 juli 1950.
| Roll                              | Person                    |
| --------------------------------- | ------------------------- |
| Regi                              | Lars Madsén               |
| John Hillman, privatdetektiv      | Karl-Arne Holmsten        |
| Kajsa Larsson, hans medhjälpare   | Gaby Stenberg             |
| Freddy Sjöström, hans medhjälpare | Sven Magnusson            |
| Civilingenjör Kristian Ekberg     | Kotti Chave               |
| Caddiemastern Harriet Lövstedt    | Fylgia Zadig              |
| Golftränaren Sture Olsson         | Börje Mellvig             |
| Fröken Monika Heiner              | Nina Scenna               |
| Fru Heiner, hennes mor            | Signe Lundberg-Settergren |
| Kriminalöverkonstapel Karlgren    | Ivar Wahlgren             |
| Ett vittne (gubbröst)             | Nils Hultgren             |

Hillman & Son: Oskrivet blad 
 Ursprungligen sänd 7 juli 1951.
| Roll                                    | Person             |
| --------------------------------------- | ------------------ |
| Regi                                    | Lars Madsén        |
| John Hillman, privatdetektiv            | Karl-Arne Holmsten |
| Kajsa Hillman, hans fru och medarbetare | Ruth Kasdan        |
| Freddy Sjöström, hans medhjälpare       | Åke Fridell        |
| Eva, hans medhjälpare                   | Fylgia Zadig       |
| Fru Lidström                            | Gull Natorp        |
| Syster Elsa                             | Annie Wandel       |
| Skådespelerskan Ulla Sahlgren           | Ulla Sallert       |
| Bokförläggare Heinz Müller              | Sture Ericson      |
| Kriminalkommissarie Örgren              | Ingemar Pallin     |
| Filmregissör Peter Lidström             | Gösta Cederlund    |
| Fredriksson                             | Erik Hell          |
| Ett kvinnligt vittne                    | Lillemor Biörnstad |
| Flickan i kiosken                       |                    |

Hillman & Son: Mord på löpande band 
 Ursprungligen sänd 14 juli 1951.
| Roll                                    | Person               |
| --------------------------------------- | -------------------- |
| Regi                                    | Lars Madsén          |
| John Hillman, privatdetektiv            | Karl-Arne Holmsten   |
| Kajsa Hillman, hans fru och medarbetare | Ruth Kasdan          |
| Freddy Sjöström, hans medhjälpare       | Åke Fridell          |
| Eva, hans medhjälpare                   | Fylgia Zadig         |
| Kompositören Svante Carlberg            | Nils Kihlberg        |
| Journalisten Conny Falk                 | Folke Hamrin         |
| Försäkringsagent Kylstedt               | David Erikson        |
| Tobaksfrun                              | Mona Geijer-Falkner  |
| Slottsvaktmästare Person                | Nils Jacobsson       |
| Tobaksflickan Vera Lindberg             | Sigbrit Molin        |
| Ingenjör Kallsjö                        | Börje Mellvig        |
| Violinisten Bert Hammar                 | Stig Olin            |
| En telefonist                           | Marie-Louise Martins |
| En köpare                               | Otto Malmberg        |
| Direktör Hallgren                       | John Norrman         |
| Fyra röster på ett konditori            |                      |
| En kapellmästare                        |                      |

Hillman & Son: Matt med damen 
 Ursprungligen sänd 21 juli 1951.
| Roll                                    | Person             |
| --------------------------------------- | ------------------ |
| Regi                                    | Lars Madsén        |
| John Hillman, privatdetektiv            | Karl-Arne Holmsten |
| Kajsa Hillman, hans fru och medarbetare | Ruth Kasdan        |
| Freddy Sjöström, hans medhjälpare       | Åke Fridell        |
| Damen                                   | Anna Lindahl       |
| Kriminalkommissarie Karlgren            | Ivar Wahlgren      |
| Doktor Harry Lund                       | Olle Hilding       |
| Skeppsredareänkan Elsa Lennberg         | Renée Björling     |
| Hembiträdet Lena Johansson              | Hanny Schedin      |
| Privatsekreterare Märta Hellström       | Ellika Mann        |
| Sjökapten Herbert Hallbeck              | Björn Berglund     |
| Ulla Sandsjö                            | Signe Enwall       |
| En polisman                             | Segol Mann         |
| En manlig röst                          | Gregor Dahlman     |

Hillmans semester: Liten tuva... 
 Ursprungligen sänd 6 september 1952.
| Roll                              | Person             |
| --------------------------------- | ------------------ |
| Regi                              | Lars Madsén        |
| John Hillman, privatdetektiv      | Karl-Arne Holmsten |
| Hustru Kajsa Hillman              | Ruth Kasdan        |
| Medhjälpare Freddy Sjöström       | Sven Magnusson     |
| Droskägare Sture Sjögren          | Erik Strandmark    |
| Hans kompanjon Herbert Hansson    | Bengt Eklund       |
| Revisor Viktor Johansson          | Albert Ståhl       |
| Ingenjör Granberg                 | Björn Berglund     |
| Hans sekreterare, fröken Lund     | Lil Estlander      |
| Hans hushållerska, fru Pettersson | Greta Berthels     |
| Överkonstapel Wiberg              | Börje Nyberg       |
| Verkmästare Rindell               | David Erikson      |

Hillmans semester: Vatten över huvet 
 Ursprungligen sänd 13 september 1952.
| Roll                         | Person                |
| ---------------------------- | --------------------- |
| Regi                         | Lars Madsén           |
| John Hillman, privatdetektiv | Karl-Arne Holmsten    |
| Hustru Kajsa Hillman         | Ruth Kasdan           |
| Medhjälpare Freddy Sjöström  | Sven Magnusson        |
| Väninnan Eva Lundin          | Meta Velander         |
| Fästmannen Arne Boström      | Ingvar Kjellson       |
| Vittnet Gustavsson           | Carin Swensson        |
| Direktör Enberg              | Ulf Johanson          |
| Fru Harriet Enberg           | Barbro Hiort af Ornäs |
| Svante                       | Jan-Olof Strandberg   |
| Landsfiskalen                | Fritiof Billquist     |

Hillmans semester: Som man ropar i skogen... 
 Ursprungligen sänd 20 september 1952.
| Roll                             | Person              |
| -------------------------------- | ------------------- |
| Regi                             | Lars Madsén         |
| John Hillman, privatdetektiv     | Karl-Arne Holmsten  |
| Hustru Kajsa Hillman             | Ruth Kasdan         |
| Henry Backman                    | Torsten Lilliecrona |
| Otto, hans vän                   | Bengt Blomgren      |
| Gunborg, hans vän                | Barbro Kollberg     |
| Gertie, hans vän                 | Ulrika Modin        |
| Pensionatsvärden Torkel Lammberg | Hans Strååt         |
| Fru Annika Backman               | Gun Robertson       |
| Stefan                           | Nils Hultgren       |

Hillmans bästa: Naturlig död? 
 Ursprungligen sänd 30 maj 1953.
| Roll                                    | Person              |
| --------------------------------------- | ------------------- |
| Regi                                    | Lars Madsén         |
| John Hillman, privatdetektiv            | Karl-Arne Holmsten  |
| Kajsa Hillman, hans fru och medarbetare | Ruth Kasdan         |
| Freddy Sjöström, hans medhjälpare       | Erik Strandmark     |
| Frid , hans medhjälpare                 | Nils Kihlberg       |
| Wiberg, hans medhjälpare                | Karl Erik Flens     |
| Fabrikör Granstedt                      | Carl-Gunnar Wingård |
| Pysen                                   | Manne Grünberger    |
| Klumpen                                 | Carl-Axel Elfving   |
| Blondie                                 | Yvonne Lombard      |
| Lindgren                                | Lennart Engquist    |
| Fyrvaktaren                             | John Norrman        |
| Chauffören                              | Fritiof Billquist   |

Hillmans bästa: Matt med damen 
 Repris från 1951.

Hillmans bästa: Som man ropar i skogen... 
 Repris från 1952.

Hillmans bästa: Vattengraven 
 Ursprungligen sänd 28 november 1953.
| Roll                                    | Person             |
| --------------------------------------- | ------------------ |
| Regi                                    | Lars Madsén        |
| John Hillman, privatdetektiv            | Karl-Arne Holmsten |
| Kajsa Hillman, hans fru och medarbetare | Ruth Kasdan        |
| Freddy Sjöström, hans medhjälpare       | Erik Strandmark    |
| Civilingenjör Kristian Ekberg           | Claes Thelander    |
| Caddiemastern Harriet Lövstedt          | Sigrid Lindström   |
| Golftränaren Sture Olsson               | Olof Thunberg      |
| Fröken Monika Heiner                    | Signhild Björkman  |
| Fru Heiner, hennes mor                  | Gull Natorp        |
| Kriminalöverkonstapel Karlgren          | Gregor Dahlman     |
| Ett vittne                              | John Norrman       |

Hillman och de tre ingenjörerna Kriminalserie i fem delar. 
- Del ett, Söndagskvällen, ursprungligen sänd 24 december 1955.
- Del två, Caprice, ursprungligen sänd 28 december 1955.
- Del tre, Två trappor över gården, ursprungligen sänd 30 december 1955.
- Del fyra, Den fjärde, ursprungligen sänd 2 januari 1956.
- Del fem, Liket ljuger, ursprungligen sänd 4 januari 1956.

| Roll                            | Person                    |
| ------------------------------- | ------------------------- |
| Regi                            | Carl-Otto Sandgren        |
| John Hillman, privatdetektiv    | Karl-Arne Holmsten        |
| Kajsa Hillman, hans fru         | Ruth Kasdan               |
| Verkmästare Henry Lindberg      | Börje Mellvig             |
| Marianne, hans fru              | Inga Landgré              |
| Gertrud, hans mor               | Signe Lundberg-Settergren |
| Birger Lekander, hans kompanjon | Henrik Schildt            |
| Verner Bauer                    | Bengt Eklund              |
| Irene Brandt                    | Irma Christenson          |
| Aina Bergström                  | Birgitta Valberg          |
| Birger Lekander                 | Henrik Schildt            |
| En dam med vespa                | Inga Gill                 |
| Fru Ström                       | Eva Sachtleben            |
| Emil Gunnarsson                 | Magnus Kesster            |
| Kriminalassisten Örgren         | Sigge Fürst               |
| En portier                      | Börje Nyberg              |
| En portier                      | David Erikson             |
| En bensinvakt                   | Nils Hallberg             |

Grönt för mord Kriminalserie i fyra delar. 
- Del ett, Sista middagen serveras, ursprungligen sänd 12 juli 1957.
- Del två, Spår till Önneberga, ursprungligen sänd 16 juli 1957.
- Del tre, Får jag se biljetterna!, ursprungligen sänd 19 juli 1957.
- Del fyra, Tag plats!, ursprungligen sänd 22 juli 1957.

| Roll                                         | Person             |
| -------------------------------------------- | ------------------ |
| Regi                                         | Arne Mattsson      |
| John Hillman, privatdetektiv                 | Karl-Arne Holmsten |
| Kajsa Hillman, hans fru                      | Maj-Britt Nilsson  |
| Lokförare Albert Hansson                     | Gunnar Olsson      |
| Agneta, hans dotter                          | Doris Svedlund     |
| Stationsskrivare Håkan Grane, hennes fästman | Allan Edwall       |
| Agda Grane, hans mor                         | Brita Öberg        |
| Lokbiträdet Evert Lundin                     | Bengt Eklund       |
| Stationsmästare Otto Ahlberg                 | Jan Erik Lindqvist |
| Tora Jensen                                  | Fylgia Zadig       |
| Portvaktsfrun                                | Hanny Schedin      |
| Sjuksköterskan                               | Gunnel Wadner      |
| Provinsialläkare Hans Strandberg             | Börje Mellvig      |
| Förste kriminalassistent Vallberg            | Fritiof Billquist  |
| Qvarnström, ägare av La Paloma               | Artur Rolén        |
| Tågklareraren                                | Ivar Wahlgren      |
| Servitrisen                                  | Carin Swensson     |
| Drängen                                      | Magnus Kesster     |

Flyg fula fluga... Kriminalserie i tre delar. 
- Del ett, En gammal bekant, ursprungligen sänd 27 december 1958
- Del två, Kryddkrämaren, ursprungligen sänd 29 december 1958
- Del tre, Kemisten, ursprungligen sänd 30 december 1958

| Roll                                | Person             |
| ----------------------------------- | ------------------ |
| Regi                                | Carl-Otto Sandgren |
| Kapten John Hillman, privatdetektiv | Karl-Arne Holmsten |
| Kajsa Hillman, hans hustru          | Annalisa Ericson   |
| Lisa Mårtensson, Kajsas moster      | Sif Ruud           |
| Harriet Strandell, flygvärdinna     | Marianne Lindberg  |
| Robert, hennes man                  | Curt Masreliez     |
| Gunnar Lind, hennes far             | Axel Högel         |
| Mikael Ahlgren, hennes vän          | Bengt Blomgren     |
| Otto Hammar, purser                 | Sven-Eric Gamble   |
| Marcel Fleur                        | Börje Mellvig      |
| Greta Ekström                       | Fylgia Zadig       |
| Jörgen Winther                      | Gösta Prüzelius    |
| Iris Stenfeldt, servitris           | Britt Olofsson     |
| Kommissarie Brinck                  | Gunnar Olsson      |
| Personalchefen                      | Ingvar Kjellson    |
| Konstapeln                          | Börje Nyberg       |

Ur askan i elden 
 Ursprungligen sänd 18 november 1961
| Roll                                | Person             |
| ----------------------------------- | ------------------ |
| Regi                                | Börje Mellvig      |
| Kapten John Hillman, privatdetektiv | Karl-Arne Holmsten |
| Kajsa Hillman, hans hustru          | Annalisa Ericson   |
| Gustav Holm                         | Gunnar Olsson      |
| Fru Maria Holm                      | Märta Dorff        |
| Eva, deras dotter                   | Helena Brodin      |
| Erik, deras son                     | Tor Isedal         |
| T.f. landsfiskal Tore Borg          | Stig Järrel        |
| Handelsman Björn Strömberg          | Hans Sundberg      |
| Bilmekaniker Lennart Lindkvist      | Bernt Callenbo     |
| En serviceman                       | Percy Brandt       |

Den försvunne disponenten Kriminalserie i tre delar. 
- Del ett, Varav döden följt, ursprungligen sänd 22 maj 1965
- Del två, Slipstenen, ursprungligen sänd 29 maj 1965
- Del tre, Sju för tu, ursprungligen sänd 5 juni 1965.

| Roll                                 | Person              |
| ------------------------------------ | ------------------- |
| Regi                                 | Lennart Olsson      |
| Kapten John Hillman, privatdetektiv  | Bengt Brunskog      |
| Kajsa Hillman, hans fru              | Inger Liljefors     |
| Torbjörn Kjellström, ingenjör        | Gunnar Öhlund       |
| Henry Ekberg, disponent              | Åke Engfeldt        |
| Elsa Karlén, hans husföreståndarinna | Dagny Lind          |
| Rune Eriksson, hans kamrer           | Åke Lindström       |
| Birgitta Larsson, lärarinna          | Lena Brundin        |
| Göran Hagman, ingenjör               | Halvar Björk        |
| Arne Brandt, kriminalkommissarie     | Carl-Hugo Calander  |
| Håkan Malmgren, författare           | Leif Liljeroth      |
| Inger Malmgren, hans hustru          | Marianne Hedengrahn |
| Grannpojken Kenneth                  | Fred Gunnarsson     |
| En dräng                             | Niels Dybeck        |
| En servitris                         | Brita-Lena Sjöberg  |
| TT-röst                              |                     |

Efter fem år Kriminalserie i två delar. 
- Del ett, Pistolen, ursprungligen sänd 20 maj 1967.
- Del två, Bäverhår, ursprungligen sänd 27 maj 1967.

| Roll                                | Person             |
| ----------------------------------- | ------------------ |
| Regi                                | Lennart Olsson     |
| Kapten John Hillman, privatdetektiv | Bengt Brunskog     |
| Kajsa Hillman, hans hustru          | Inger Liljefors    |
| Kriminalkommissarie Sune Örgren     | Åke Jörnfalk       |
| Frigivne Jonas Karlsson             | Per Olof Eriksson  |
| Advokat Bäckman                     | Åke Engfeldt       |
| Lantbrukare Gustav Eklund           | Gunnar Öhlund      |
| Fru Eklund                          | Emy Storm          |
| Hans mor                            | Dagny Lind         |
| Verkstadsägare Curt Sjöberg         | Carl-Hugo Calander |
| Gertie, hans hustru                 | Lili Landré        |
| Postfröken Tora Wallin              | Hanna Landing      |
| Butiksbiträdet Lisa Brandt          | Nadja Witzansky    |
| Fröken Birgit Brandt                | Adrienne Lombard   |
| En polisman                         | Arne Eriksson      |
| Lanbruksassistent Hans Wallin       | Lars Andersson     |
| En servitris                        | Berit Gelin        |

Hillmans gamle vän 
 Ursprungligen sänd 14 augusti 1993
| Roll                         | Person              |
| ---------------------------- | ------------------- |
| Regi                         | Anders Levelius.    |
| John Hillman, privatdetektiv | Mathias Henrikson   |
| Kajsa, hans hustru           | Inga Landgré        |
| Ingvar, hans gamle vän       | Stig Ossian Ericson |
| Birgitta, dennes hustru      | Meg Westergren      |
| Allan, unge kantorn          | Ola Sanderfelt      |

## Filmer
- 1958 – Damen i svart
- 1958 – Mannekäng i rött
- 1959 – Ryttare i blått
- 1962 – Vita frun
- 1963 – Den gula bilen

## Romaner
- Uppdrag för Hillman. Stockholm: Saxon & Lindström. 1951. Libris 1443737 (novellsamling)
- Stjärnfall. Stockholm: Saxon & Lindström. 1952. Libris 1443736
- Ett tu tre (nyutgiven som I all tysthet). Stockholm: Saxon & Lindström. 1953. Libris 2908461
- Sent besök hos Hillman. Stockholm: Nutid. 1953. Libris 1444811
- Döden spelar upp. Stockholm: Nutid. 1953. Libris 1444814
- Guldlock och björnarna. Stockholm: Saxon & Lindström. 1954. Libris 1443734
- Dags för död. Stockholm: Nutid. 1954. Libris 1444817
- Mord på halsen. Stockholm: Rabén & Sjögren. 1955. Libris 1443735
- Att skugga en man. Stockholm: Nutid. 1955. Libris 2194418
- Hillman och kavaljeren. Stockholm: Rabén & Sjögren. 1956. Libris 2194392
- De tre ingenjörerna. Stockholm: Rabén & Sjögren. 1956. Libris 2194322
- Mord igen kapten Hillman. Stockholm: Trots. 1957. Libris 2337717
- Farligt för familjen. Stockholm: Bonnier. 1958. Libris 2337725
- Damen i svart. Stockholm: Trots. 1959. Libris 2194377 (romanversion av filmmanuset)
- Mannekäng i rött. Stockholm: Tiden. 1959. Libris 2195632 (romanversion av filmmanuset)
- Ryttare i blått. Stockholm: Tiden. 1960. Libris 2195629 (romanversion av filmmanuset)
- Vita frun. Stockholm: Tiden. 1963. Libris 2195631 (romanversion av filmmanuset)
- Den gula bilen. Stockholm: Bonnier. 1963. Libris 2342305 (romanversion av filmmanuset)